# Робочий стіл

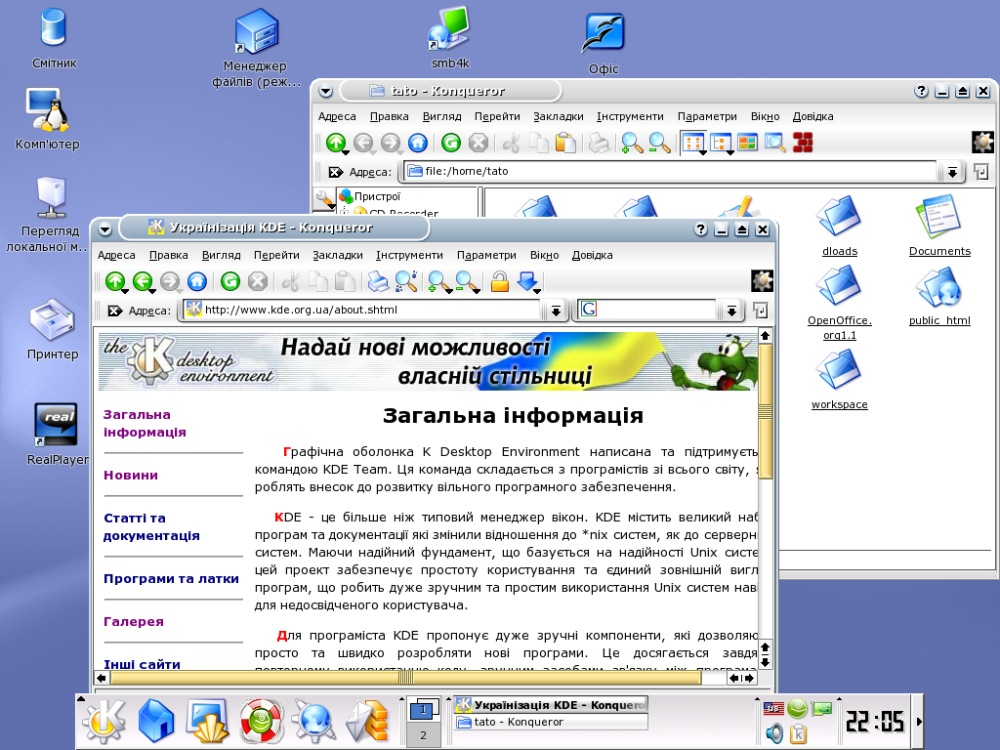
Стільниця з вікнами в KDE

Робочий стіл (англ. desktop metaphor) — це метафора інтерфейсу, яка є таким собі набором уніфікованих понять, що використовуються в графічному інтерфейсі користувача, аби спростити взаємодію користувачів із комп'ютером. Метафора стільниці трактує монітор комп'ютера, як стільницю користувача, на якій зберігаються об'єкти, напр. документи і теки. Документ можна відкрити у вікні, що відтворює паперову копію документа, на стільниці. Існують також невеличкі програми, що звуться аксесуарами стільниці, що додають до неї додаткові можливості, наприклад, калькулятор, нотатки тощо.
Метафору стільниці було розширено у різних реалізаціях, оскільки доступ до функцій і зручність роботи з комп'ютером, як правило, є важливішими, ніж збереження «чистоти» метафори. Тому ми бачимо на стільниці елементи, як-от кошик, диски й мережеві томи (які можна розглядати, як скриньки з файлами, що, зазвичай, не є атрибутами звичайної стільниці). Інші функції, а саме панелі меню, панелі завдань або комірки взагалі не мають аналогів навколо стільниць у реальному світі.

## Історія
Метафору стільниці було вперше впроваджено Аланом Кейом (англ. Alan Kay) у Технологічному центрі Пало Альто (Xerox PARC англ. Palo Alto Research Center), після чого її було розвинуто у ряд інноваційних програм, розроблених науковцями PARC упродовж наступного десятиліття.
Першим комп'ютером, що реально популяризував метафору стільниці після інтерфейсу командного рядка став у 1984 році Apple Macintosh. Метафора стільниці широко розповсюджена в сучасних персональних комп'ютерах — вона наявна в більшості робочих середовищ сучасних операційних систем: Linux, Windows, Mac OS X та інших систем Unix.

## Новітні тенденції
Останнім часом метафори скриньок із файлами та стільниць стали менш важливими, особливо у зв'язку з появою дуже містких носіїв інформації, які можуть зробити просту навігацію великим числом файлів і тек проблематичною. Набирає популярності підхід більш орієнтований на користувача, де той може впорядкувати документи, що відповідають його або ж її конкретним потребам, а не примушує до використання структури, що реалізовано файловою системою. Створення «кмітливих тек» та інших концептів призводить до методів розташування файлів, що ґрунтуються на критеріях пошуку важливих для людини, а не на фізичній структурі на диску, яка для користувача не має жодного значення.
Деякі школи дизайну інтерфейсів вважають паперову парадигму, як таку, що погіршує продуктивність, через втягування користувача в свідомі аналогії, що є причиною повільного сприйняття системи новачками. Було розроблено декілька альтернативних концепцій інтерфейсів, однак, фактично, жодна з них не набула популярності або реального вжитку.
Робо́че середо́вище
Стільничне графічне середовище для комп'ютерних систем. Реалізовано вперше на комп'ютерах Apple в операційній системі Mac OS. Найрозповсюдженіші робочі середовища Aero (Windows Vista), Aqua (Mac OS X), Mezzo (Symphony OS), KDE, Gnome, Xfce.

## Приклади

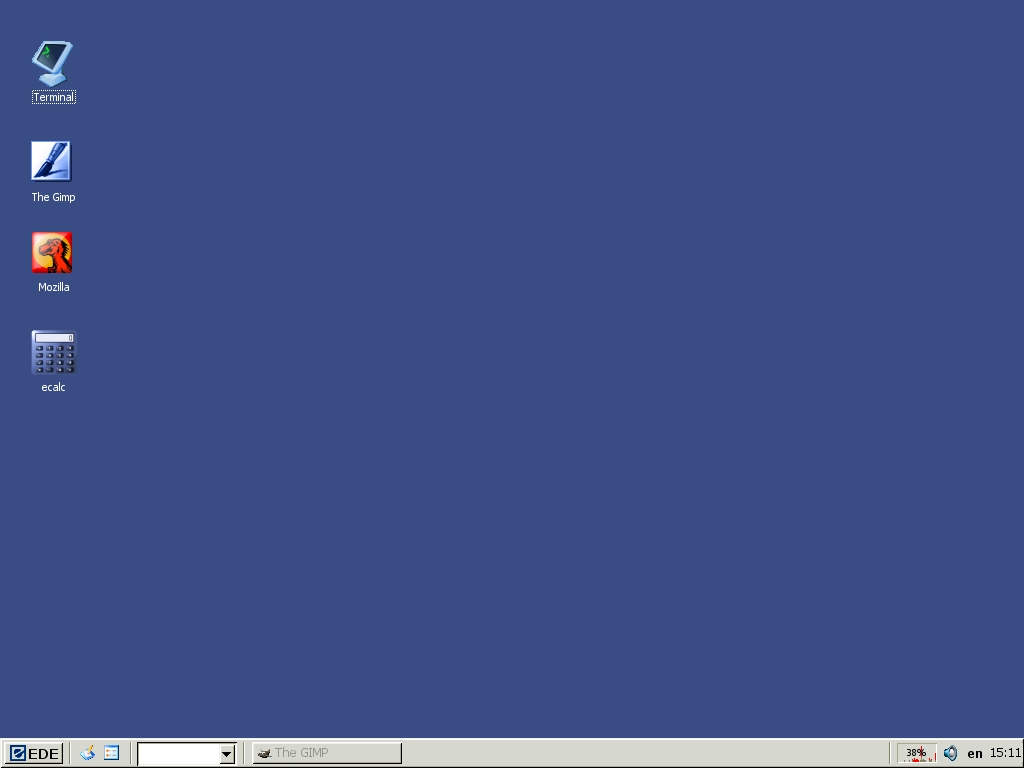
Equinox Desktop Environment
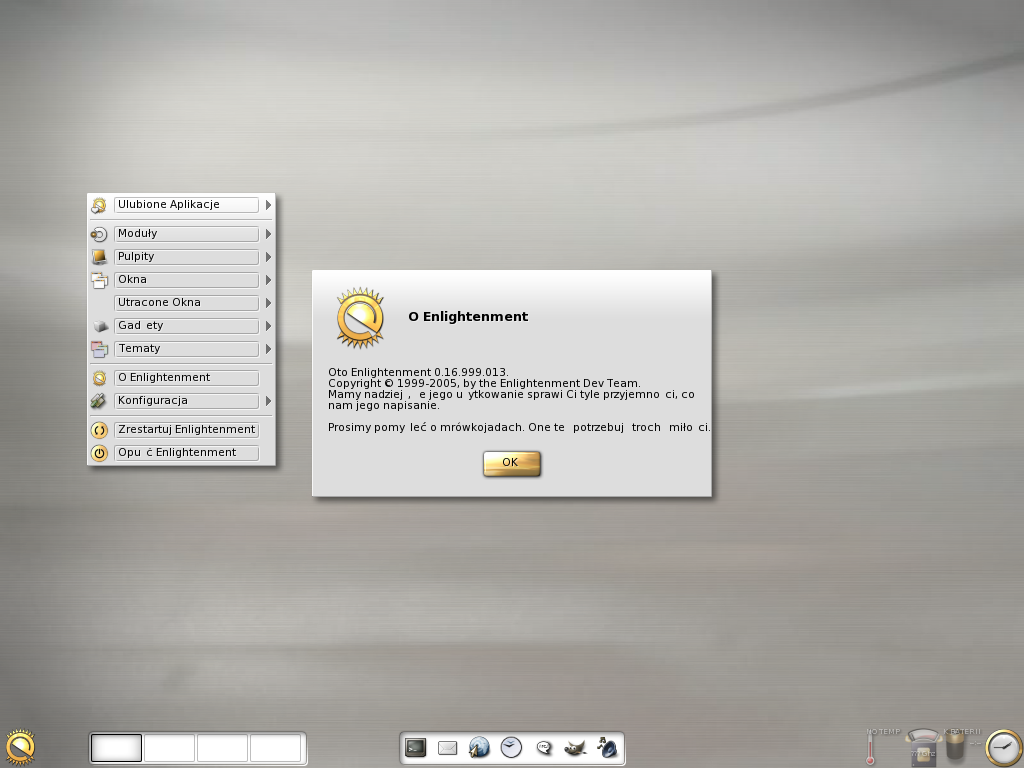
Enlightenment
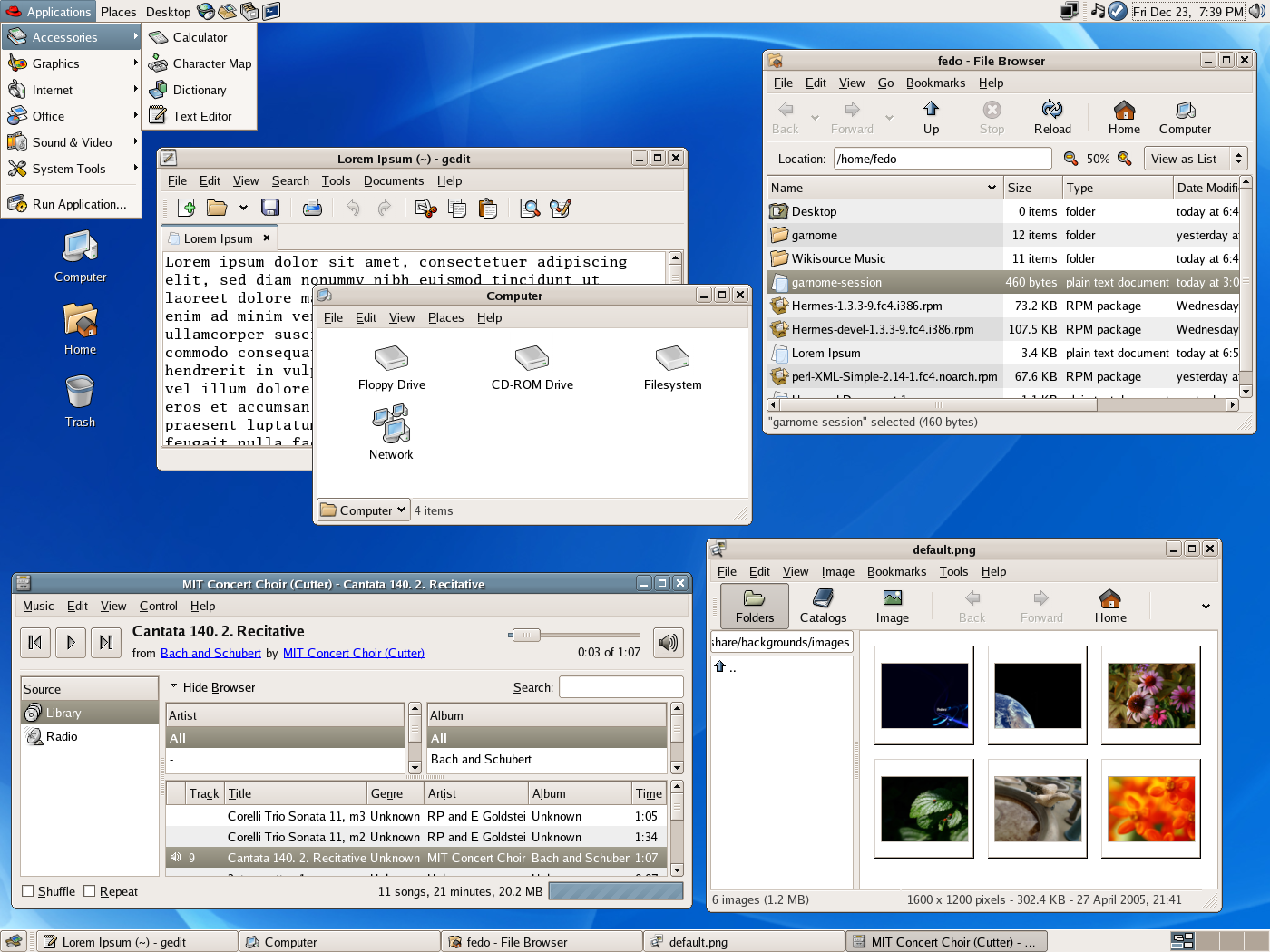
GNOME
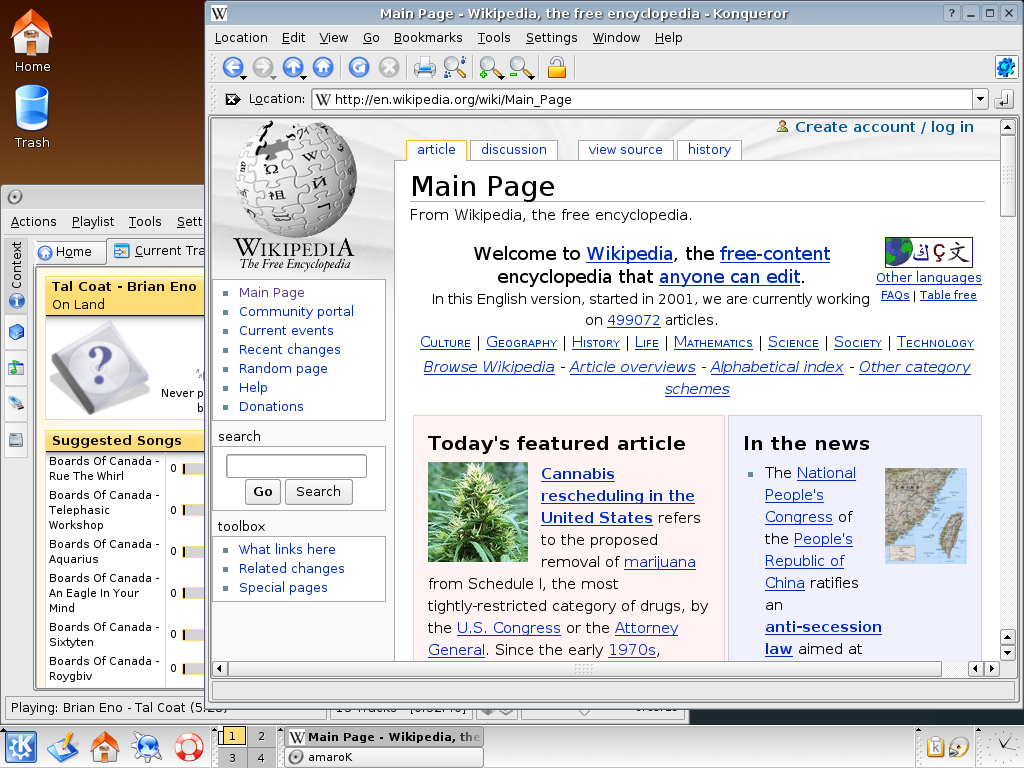
KDE
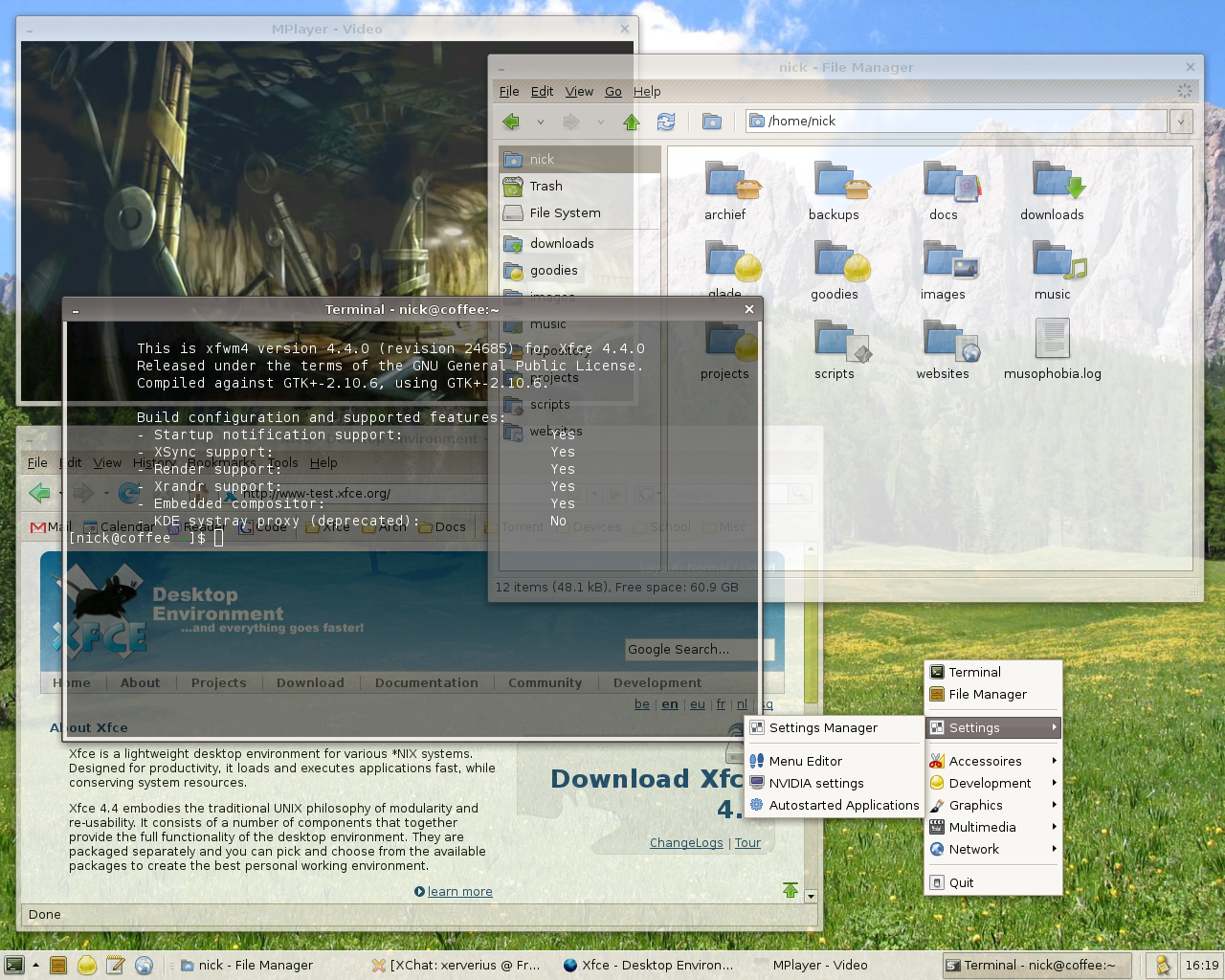
Xfce
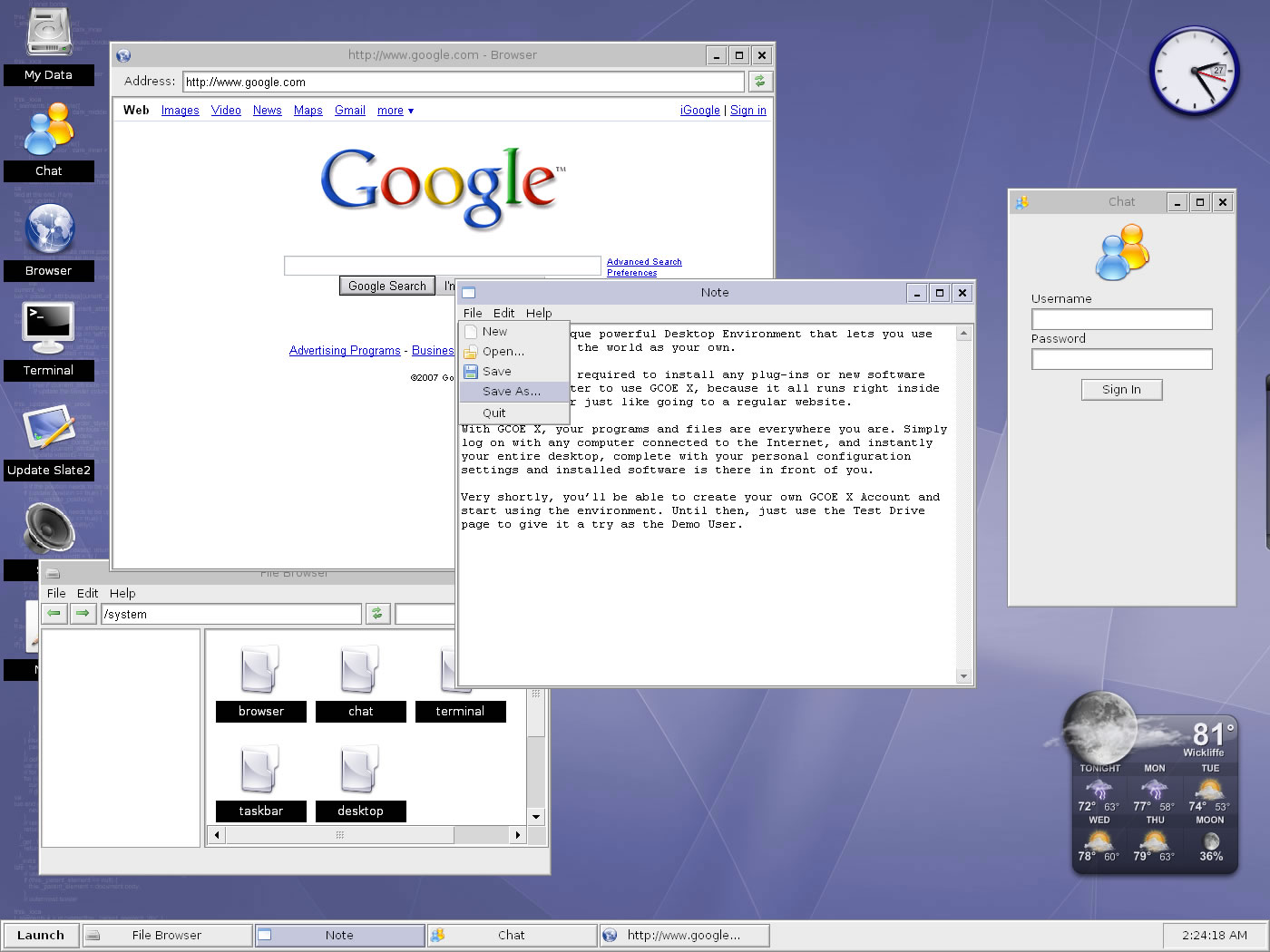
GCOE X
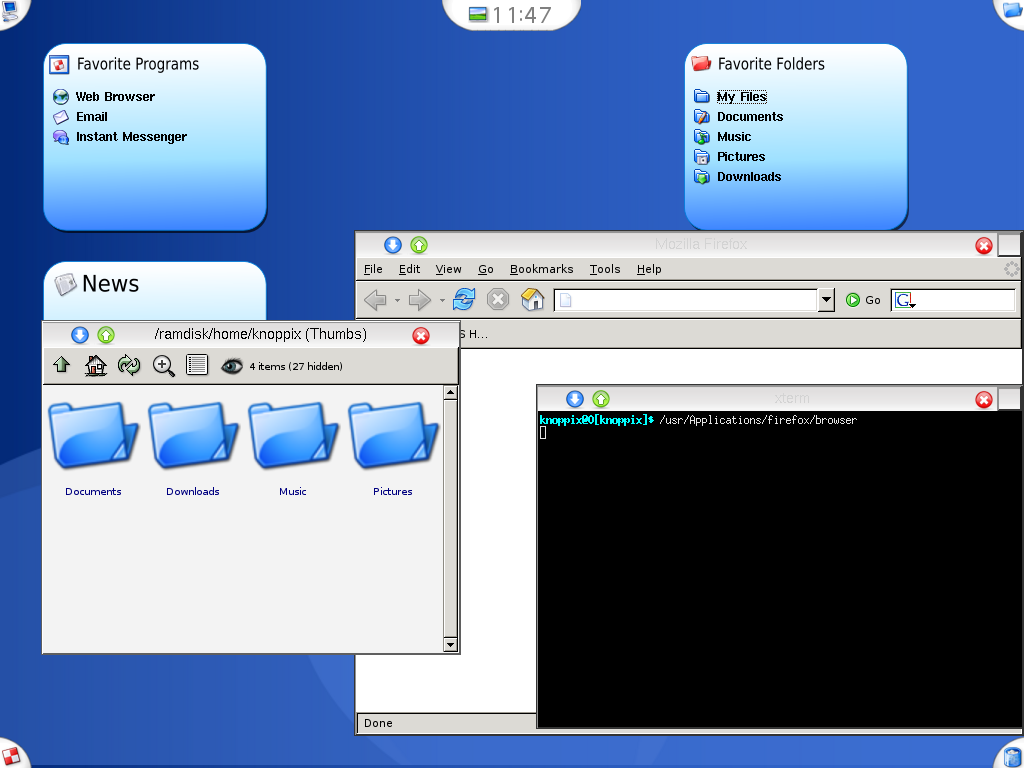
Mezzo (Symphony OS)
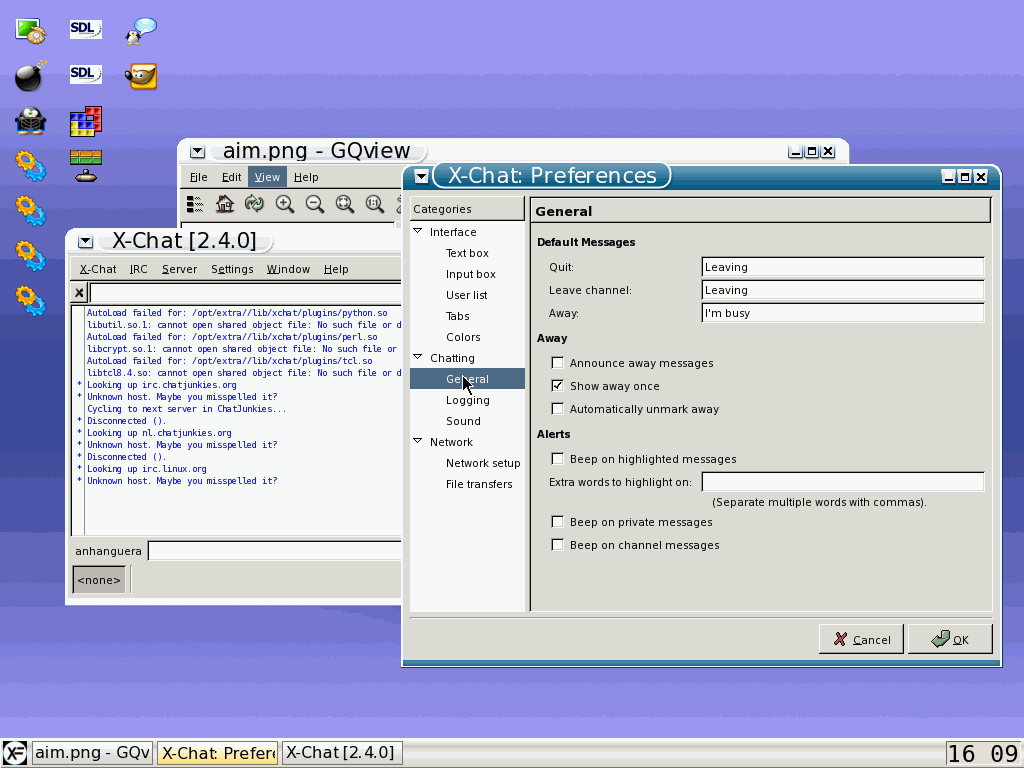
XFast
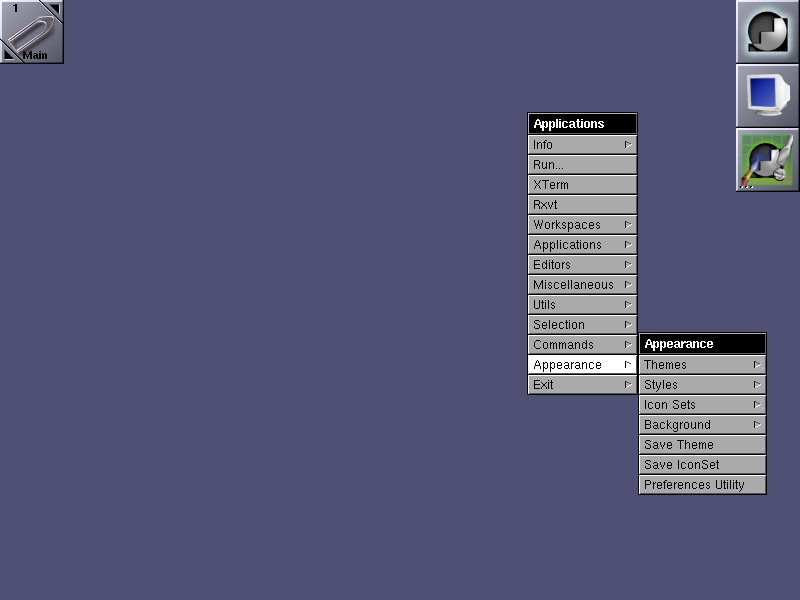
Window Maker
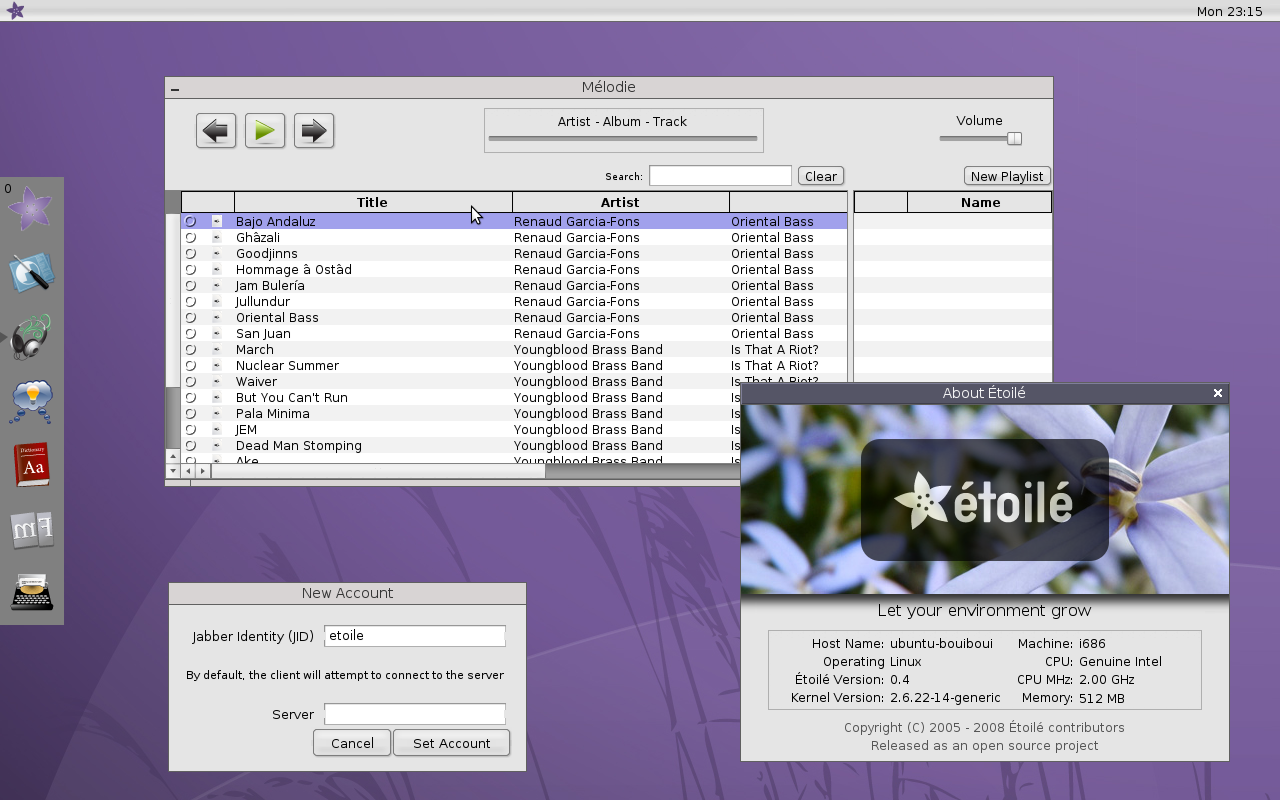
Etoile